# Iunie 1988
Acest articol este generat integral pe baza informațiilor din articolul 1988 și este actualizat periodic de un robot.
 Editările făcute în articol vor fi șterse la următoarea actualizare! Dacă doriți să faceți modificări, editați articolul-sursă.

ianuarie -
februarie -
martie -
aprilie -
mai -
iunie -
iulie -
august -
septembrie -
octombrie -
noiembrie -
decembrie
Iunie 1988 a fost a șasea lună a anului și a început într-o zi de miercuri.

## Evenimente
- 25 iunie: Țările de Jos învinge URSS cu scorul de 2-0 și câștigă Euro '88.

## Nașteri
- 1 iunie: Javier Hernández Balcázar (aka Chicharito), fotbalist mexican (atacant)
- 2 iunie: Sergio Agüero (Sergio Leonel Agüero del Castillo), fotbalist argentinian (atacant)
- 2 iunie: Takashi Inui, fotbalist japonez
- 3 iunie: Cosmin Șandru, politician
- 4 iunie: Ryota Nagaki, fotbalist japonez
- 6 iunie: Arianna Errigo, scrimeră italiană
- 6 iunie: Andrei Cordoș (Andrei Alexandru Cordoș), fotbalist român
- 7 iunie: Michael Cera, actor canadian
- 7 iunie: Ekaterina Makarova, jucătoare rusă de tenis
- 7 iunie: Valentina Panici, handbalistă română
- 8 iunie: Constantin Grecu, fotbalist român
- 8 iunie: Kamil Grosicki, fotbalist polonez
- 9 iunie: Sokratis Papastathopoulos, fotbalist grec
- 9 iunie: Alexandru Adrian Popovici, fotbalist român (atacant)
- 9 iunie: Mae Whitman, actriță americană
- 10 iunie: Jagoš Vuković, fotbalist sârb
- 11 iunie: Claire Holt (Claire Rhiannon Holt), actriță și model australian
- 11 iunie: Jesús Fernández Collado (aka Jesús), fotbalist spaniol (portar)
- 12 iunie: Eren Derdiyok, fotbalist elvețian (atacant)
- 12 iunie: Mauricio Isla (Mauricio Aníbal Isla Isla), fotbalist chilian
- 13 iunie: Róbert Elek, fotbalist român (atacant)
- 13 iunie: Bianca Pascu, scrimeră română
- 17 iunie: Stephanie Rice, înotătoare australiană
- 18 iunie: Isaac Becerra (Isaac Becerra Alguacil), fotbalist spaniol (portar)
- 18 iunie: Islam Slimani, fotbalist algerian (atacant)
- 19 iunie: Miloš Adamović, fotbalist sârb
- 22 iunie: Roxana Elisabeta Rotaru (n. Roxana Bârcă), atletă română
- 23 iunie: Dan Bucșă (Dan Mihai Bucșă), fotbalist român
- 23 iunie: Chet Faker, cântăreț australian
- 23 iunie: Dan Bucșă, fotbalist român
- 24 iunie: Micah Lincoln Richards, fotbalist englez
- 25 iunie: Antun Palić, fotbalist croat
- 26 iunie: Innocent Awoa (Innocent Felix Awoa Zoa), fotbalist camerunez
- 27 iunie: Silviu Ilie, fotbalist român
- 27 iunie: Matthew Špiranović, fotbalist australian
- 28 iunie: Jeff Spear, scrimer american
- 29 iunie: Éver Banega, fotbalist argentinian
- 29 iunie: Adrian Mannarino, jucător de tenis francez

## Decese
- 2 iunie: Raj Kapoor, actor indian (n. 1924)
- 3 iunie: Anna Justine Mahler, 83 ani, sculptoriță austriacă (n. 1904)
- 6 iunie: Gheorghe Eminescu, 93 ani, istoric român (n. 1895)
- 23 iunie: Andrei Glanzmann, 81 ani, fotbalist român (atacant), (n. 1907)
- 24 iunie: Mihai Beniuc, 80 ani, scriitor român (n. 1907)
- 25 iunie: Tudor Bugnariu, decedat in 25 iunie 1988 (n. 1909)